# Graflaine
Die Graflaine ist ein Bach in den Ammergauer Alpen in der Gemeinde Oberammergau im Landkreis Garmisch-Partenkirchen in Bayern. Er ist etwa 1,4 Kilometer lang. Der Bach entsteht in Gräben an der Südflanke des Aufacker. Nach kurzem Lauf mündet sie von rechts in die Große Laine. Östlich der Mündung befindet sich die Aiple-Alm auf einem Geländeabsatz.